# Rainbow Connection (Willie Nelson)
Rainbow Connection è un album in studio di Willie Nelson, cantante statunitense di musica country, pubblicato nel 2001.

## Tracce
1. Rainbow Connection (Paul Williams, Kenneth Ascher) – 4:29
2. I'm Looking Over a Four-Leaf Clover (Paul Edgar Johnson) – 2:30
3. Ol' Blue (Traditional) – 2:36
4. Wise Old Me (Amy Nelson) – 4:14
5. Won't You Ride in My Little Red Wagon (Rex Griffin) – 1:28
6. Playmate (Henry W. Petrie) – 1:37
7. I'm My Own Grandpa (Dwight Latham, Moe Jaffe) – 3:19
8. Rock Me to Sleep (Tom Hunter) – 3:16
9. Playin' Dominoes and Shootin' Dice (Tex Woods, O.D. Dobbs) – 2:46
10. Wouldn't Have It Any Other Way (Willie Nelson)  – 1:55
11. Outskirts of Town (Casey Bill Weldon) – 7:20
12. Just Dropped In (To See What Condition My Condition Was In) (Mickey Newbury) – 3:42
13. The Thirty-Third of August (Mickey Newbury) – 4:33